# Robert Hill (biochimiste)
Pour les articles homonymes, voir Robert Hill et Hill.
Robert Hill, né le 2 avril 1899 à Royal Leamington Spa et mort le 15 mars 1991, est un biochimiste anglais, spécialiste de la photosynthèse.